# 萊納 (科羅拉多州)
萊納（英語：Leyner）是位於美國科羅拉多州圓石縣的一個人口普查指定地區。

## 地理
萊納的座標為40°02′59″N 105°06′09″W / 40.04972°N 105.10250°W，而該地最高點為海拔高度1533米（即5029英尺）。

## 人口
根據2010年美國人口普查的數據，萊納的面積為0.5平方千米，當中陸地面積為0.4平方千米，而水域面積為0.1平方千米。當地共有人口29人，而人口密度為每平方千米58人。